# Raayen
Raayen is een buurtschap in de Nederlandse gemeente Overbetuwe, gelegen in de provincie Gelderland. Het ligt ten noorden van Elst in de richting van Driel.

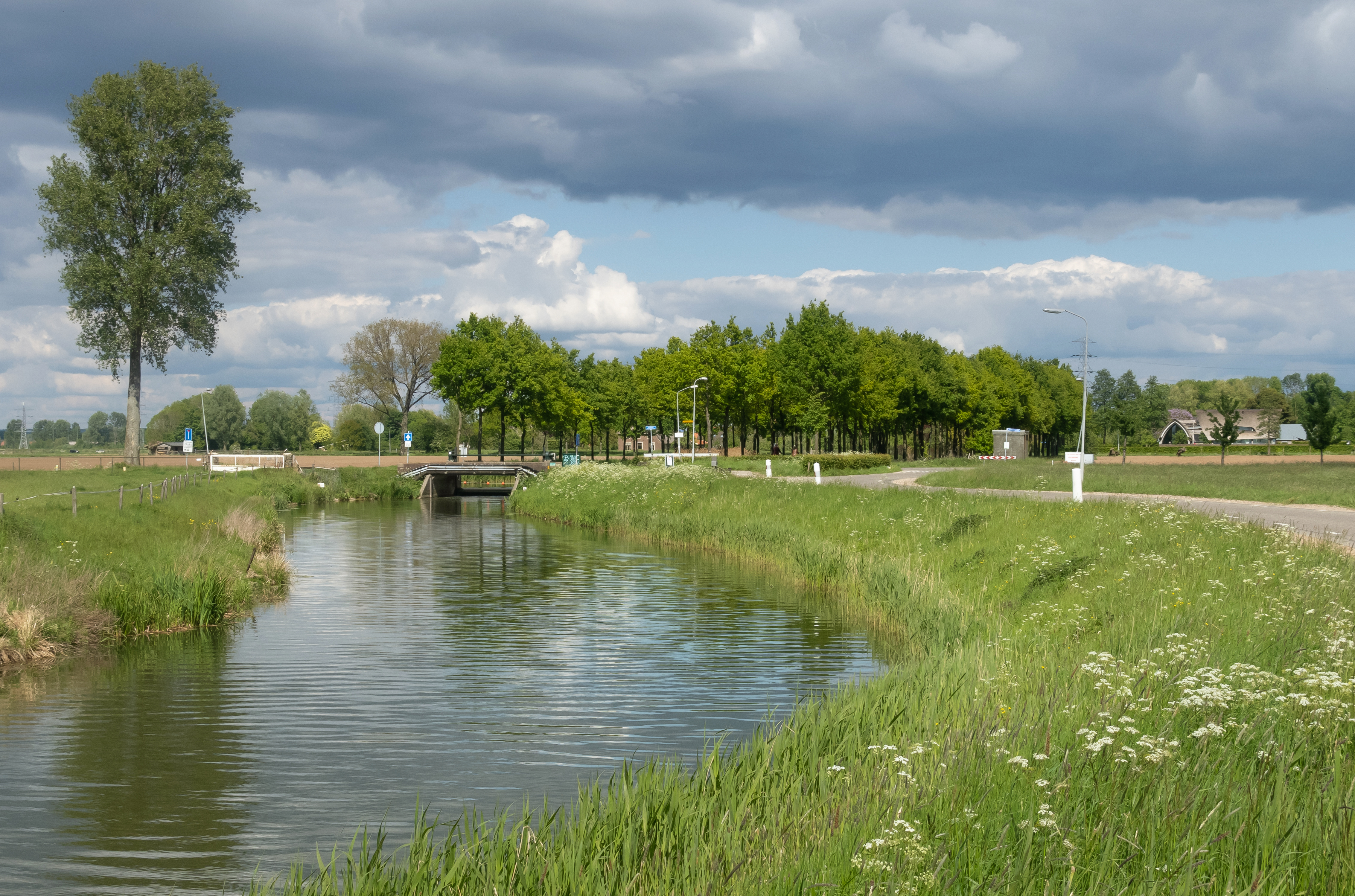
bij Elst, de Linge bij de Raaijebrug
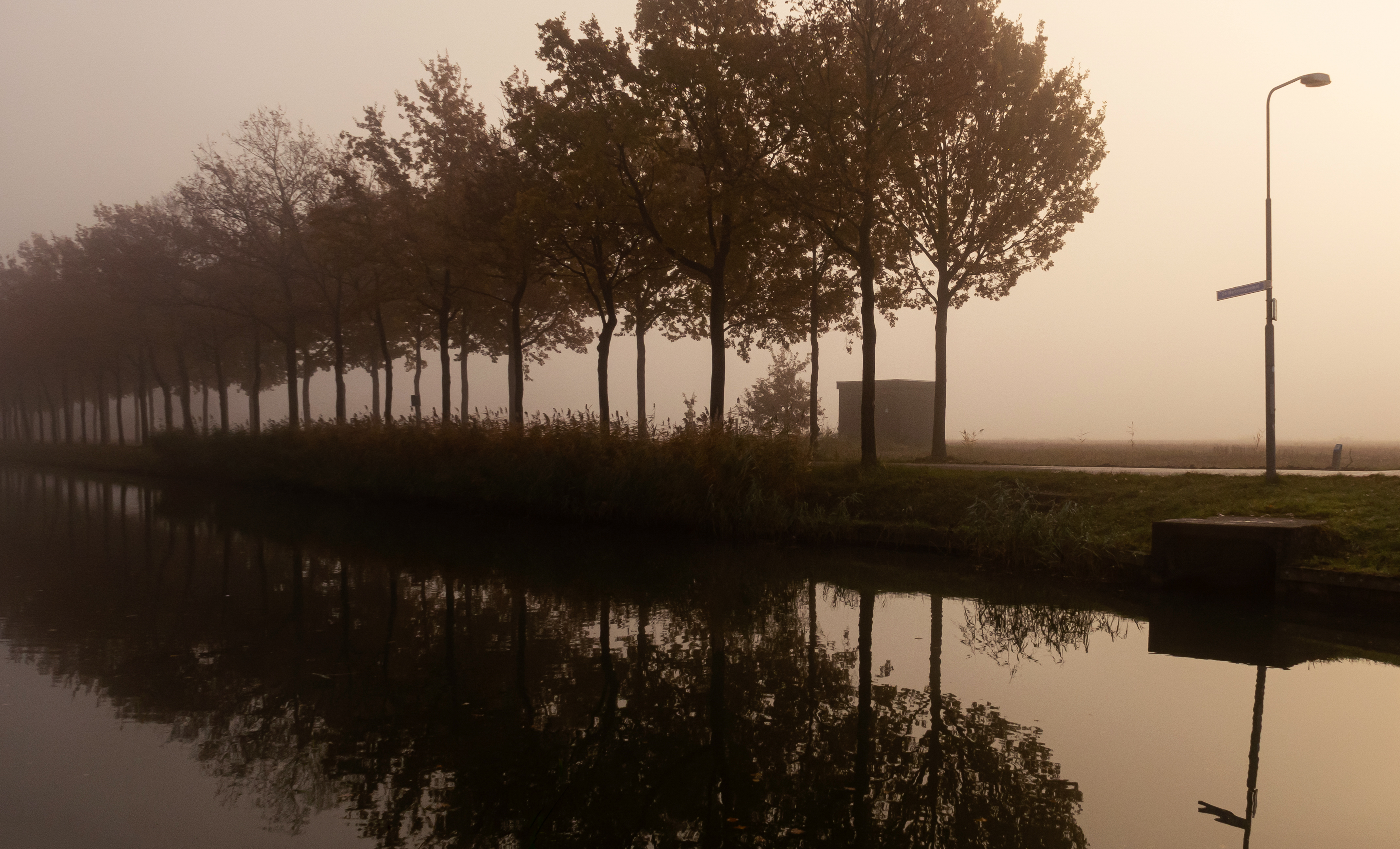
bij Elst, de Linge vanaf de Raaijebrug in de mist

Dorpen: Andelst · Driel · Elst · Hemmen · Herveld · Heteren · Oosterhout · Randwijk · Slijk-Ewijk · Valburg · Zetten

Buurtschappen en gehuchten: Aam · Bredelaar · Eimeren · Herveld-Noord · Herveld-Zuid · Homoet · Indoornik · Keulse Kamp · Lakemond (deels) · Leedjes · Lijnden · Loenen · Merm · Raayen · Reeth · Snodenhoek · Wolferen

Gelderland: Steden en dorpen in Gelderland      Nederland: Provincies · Gemeenten